# 紹斯布里奇 (麻薩諸塞州)
紹斯布里奇（英語：Southbridge）是一個位於美國麻薩諸塞州烏斯特縣的城市。

## 人口
根據2020年美國人口普查的數據，紹斯布里奇的面積為54.03平方千米，當中陸地面積為52.42平方千米，而水域面積為1.61平方千米。當地共有人口17740人，而人口密度為每平方千米328人。